# Chris Janssens
Chris Janssens (ur. 12 czerwca 1969 w Lier) – belgijski piłkarz grający na pozycji środkowego pomocnika. Był reprezentantem Belgii.

## Kariera klubowa
Swoją karierę piłkarską Janssens rozpoczął w klubie KFC Rita Berlaar, w którym w sezonie 1988/1989 zadebiutował w czwartej lidze belgijskiej. W sezonie 1990/1991 grał w trzecioligowym KSK Heist, a w 1991 roku wrócił do Rity Berlaar. w sezonie 1993/1994 awansował z nią z czwartej do trzeciej ligi. W sezonie 1995/1996 występował w drugoligowym K Sint-Niklase SKE. W 1996 przeszedł do pierwszoligowego KSC Lokeren, w którym zadebiutował 3 sierpnia 1996 w wygranym 1:0 domowym meczu z KRC Genk. Zawodnikiem Lokeren był do końca sezonu 2000/2001.
Latem 2001 Janssens przeszedł do holenderskiego Willema II Tilburg. Swój debiut w nim zanotował 19 sierpnia 2001 w wygranym 3:1 domowym meczu z NEC Nijmegen i w debiucie strzelił gola. W Willemie II spędził dwa sezony.
W 2003 roku Janssens został piłkarzem KVC Westerlo. Zadebiutował w nim 9 sierpnia 2003 w zremisowanym 0:0 domowym meczu z RAA Louviéroise. W Westerlo grał przez trzy lata.
Latem 2006 Janssens przeszedł do SV Zulte Waregem, w którym swój debiut zaliczył 29 lipca 2006 w przegranym 1:3 wyjazdowym spotkaniu z KRC Genk. W Zulte Waregem grał przez pół sezonu.
Na początku 2007 roku Janssens został zawodnikiem Lierse SK. W nim swój debiut zanotował 20 stycznia 2007 w zwycięskim 2:1 domowym meczu z Royalem Charleroi. W sezonie 2006/2007 spadł z Lierse do drugiej ligi. W 2009 roku zakończył w nim swoją karierę.
| Sezon   | Klub               | Kraj     | Rozgrywki     | Mecze | Gole |
| ------- | ------------------ | -------- | ------------- | ----- | ---- |
| 1988/89 | KFC Rita Berlaar   | Belgia   | IV liga       | ?     | ?    |
| 1989/90 | KFC Rita Berlaar   | Belgia   | IV liga       | ?     | ?    |
| 1990/91 | KSK Heist          | Belgia   | Derde klasse  | 20    | 1    |
| 1991/92 | KFC Rita Berlaar   | Belgia   | IV liga       | 27    | 6    |
| 1992/93 | KFC Rita Berlaar   | Belgia   | IV liga       | 27    | 19   |
| 1993/94 | KFC Rita Berlaar   | Belgia   | IV liga       | 30    | 17   |
| 1994/95 | KFC Rita Berlaar   | Belgia   | Derde klasse  | 28    | 10   |
| 1995/96 | K Sint-Niklase SKE | Belgia   | Tweede klasse | 31    | 16   |
| 1996/97 | KSC Lokeren        | Belgia   | Eerste klasse | 30    | 4    |
| 1997/98 | KSC Lokeren        | Belgia   | Eerste klasse | 30    | 8    |
| 1998/99 | KSC Lokeren        | Belgia   | Eerste klasse | 27    | 5    |
| 1999/00 | KSC Lokeren        | Belgia   | Eerste klasse | 30    | 10   |
| 2000/01 | KSC Lokeren        | Belgia   | Eerste klasse | 30    | 11   |
| 2001/02 | Willem II Tilburg  | Holandia | Eredivisie    | 31    | 4    |
| 2002/03 | Willem II Tilburg  | Holandia | Eredivisie    | 27    | 1    |
| 2003/04 | KVC Westerlo       | Belgia   | Eerste klasse | 32    | 6    |
| 2004/05 | KVC Westerlo       | Belgia   | Eerste klasse | 28    | 6    |
| 2005/06 | KVC Westerlo       | Belgia   | Eerste klasse | 34    | 8    |
| 2006/07 | SV Zulte Waregem   | Belgia   | Eerste klasse | 12    | 0    |
| 2006/07 | Lierse SK          | Belgia   | Eerste klasse | 17    | 3    |
| 2007/08 | Lierse SK          | Belgia   | Tweede klasse | 35    | 3    |
| 2008/09 | Lierse SK          | Belgia   | Tweede klasse | 11    | 0    |

## Kariera reprezentacyjna
W reprezentacji Belgii Janssens zadebiutował 10 listopada 1998 w zremisowanym 0:0 towarzyskim meczu z Luksemburgiem, rozegranym w Luksemburgu. Od 1998 do 1999 rozegrał 7 meczów w kadrze narodowej.